# 1851 في فرنسا
فيما يلي قوائم الأحداث التي وقعت خلال عام 1851 في فرنسا.

## سياسة

### تعيين في المنصب
- 26 أكتوبر – نابليون الثالث head of government of France ‏.

## كتب
من الكتب التي صدرت هذه السنة في فرنسا:
- 1 يناير – دراما في المكسيك من تأليف جول فيرن.
- 1 يناير – مشاهد من الحياة البوهيمية من تأليف Henri Murger [الإنجليزية]‏.

## مواليد

### يناير
- 2 يناير – تشارلز برتراند

### مارس
- 12 مارس – شارل شمبرلند

### مايو
- 29 مايو – ليون بورجوا

### أكتوبر
- 2 أكتوبر – فرديناند فوش عسكري فرنسي.

### نوفمبر
- 5 نوفمبر – شارل دوبوي سياسي فرنسي.

## وفيات

### مايو
- 13 مايو – أوغستا من بافاريا (مواليد 1788) أميرة بافارية.

### يوليو
- 10 يوليو – لويس داجير (مواليد 1787)

### نوفمبر
- 26 نوفمبر – جان دو ديو سول (مواليد 1769)